# Statyści (brytyjski serial telewizyjny)
Statyści – brytyjski serial komediowy emitowany od 21 lipca 2005 do 27 grudnia 2007 roku. Składa się z dwóch 6-odcinkowych serii i jednego odcinka specjalnego.

## Fabuła
Andy Millman jest bezrobotnym aktorem, który stara się zdobyć upragnioną główną rolę. Niestety zwykle traci tę możliwość na rzecz innych, bardziej znanych aktorów. Jego występy ograniczają się więc zwykle do jednej linijki tekstu w całym projekcie. 
Każdy odcinek serialu, związany jest z innym filmem, w którym występuje bohater. Znani aktorzy grają tu samych siebie. 

## Obsada

### Główna
- Ricky Gervais – Andy Millman
- Ashley Jensen – Maggie Jacobs

### Gościnnie
- Emma Gilmour – Female Extra
- Paul Tripp – Grip
- Peter Sullivan – Reżyser
- Liza Sadovy – Jackie Greer
- Kevin Moore - Ojciec
- Stephen Merchant – Agent
- Steve Jackson – Jon
- Francesca Martinez – Francesca
- Emma Thornett – Pani w garderobie
- Pamela Lyne – Starsza kobieta
- Shaun Pye – Greg
- Katherine Parkinson – Kobieta w kolejce
- Paul Pariser – Spark
- Jo Wyatt – Kobieta w barze
- Thomas Byrne – Chłopiec
- Raymond Coulthard – Mark
- Eleanor Matsuura – Żona producenta
- Barunka O’Shaughnessy – Kobieta
- Lucinda Raikes – Lisa
- John Kirk – Mike
- Boris Boscovic – Goran
- Michael Savva – Mike (niewymieniony w czołówce)
- Tony Way – Szef kuchni
- Charlotte Palmer – Suzanne
- Natasha Little – Lady Hamilton
- Gerard Kelly – Bunny
- Jay Villiers – Producent
- Guy Henry – Iain Morris
- Naomi Taylor – Sekretarka
- Michelle Terry – Kobieta
- Martin Savage – Damon Beesley
- Michael Vivian – Reżyser
- Liza Tarbuck – Rita
- Pascal Langdale – Mark
- Nick Ball – Kelner
- Stephen Swift – Wishy Washy
- Grace Kingslene – Aktorka
- Joanna Burnett – Personel
- Patrick Malahide – Minister
- Stuart Ramsay – Tancerz
- Linda Beckett – Matka Lizzie
- Marlon Bulger – Mężczyzna
- Susan Scott – Stara przyjaciółka
- Steve Speirs – Dullard
- Rebecca Gethings – Lizzie
- Nicky Ladanowski – Simone Reynolds
- David Ricardo-Pearce – Pośrednik pracy
- Michael Wildman – Danny

## Odcinki

### Seria 1
| N/o | Tytuł                      | Premiera         | Celebryta               |
| --- | -------------------------- | ---------------- | ----------------------- |
| 1   | Ben Stiller                | 21 lipca 2005    | Ben Stiller             |
| 2   | Ross Kemp and Vinnie Jones | 28 lipca 2005    | Ross Kemp, Vinnie Jones |
| 3   | Kate Winslet               | 4 sierpnia 2005  | Kate Winslet            |
| 4   | Les Dennis                 | 11 sierpnia 2005 | Les Dennis              |
| 5   | Samuel L. Jackson          | 18 sierpnia 2005 | Samuel L. Jackson       |
| 6   | Patrick Stewart            | 25 sierpnia 2005 | Patrick Stewart         |

### Seria 2
| N/o | Tytuł            | Premiera             | Celebryta |
| --- | ---------------- | -------------------- | --- |
| 7   | Orlando Bloom    | 14 września 2006     | Orlando Bloom Keith Chegwin, Liza Tarbuck, Sophia Myles                                                                                 |
| 8   | David Bowie      | 21 września 2006     | David Bowie |
| 9   | Daniel Radcliffe | 28 września 2006     | Daniel Radcliffe Warwick Davis, Diana Rigg, Phillip Schofield, Fern Britton, Nick Ferrari, Matthew Wright, Lowri Turner, Richard & Judy |
| 10  | Chris Martin     | 5 października 2006  | Chris Martin Ronnie Corbett, Richard Briers, Moira Stuart, Davina McCall, Patricia Potter, Stephen Fry                                  |
| 11  | Sir Ian McKellen | 12 października 2006 | Ian McKellen Germaine Greer, Mark Kermode, Mark Lawson                                                                                  |
| 12  | Jonathan Ross    | 19 października 2006 | Jonathan Ross Robert De Niro, Robert Lindsay                                                                                            |

### Odcinek specjalny
| N/o | Tytuł             | Premiera        | Celebryta |
| --- | ----------------- | --------------- | --- |
| 13  | Christmas special | 27 grudnia 2007 | Clive Owen, George Michael, Gordon Ramsay, David Tennant, Hale & Pace, Lionel Blair, Dean Gaffney, June Sarpong, Lisa Scott-Lee, Chico Slimani, Jonathan Ross, Karl Pilkington, Vernon Kay |

## Nagrody i nominacje

### Nagrody zdobyte

#### 2008
- Złoty Glob
  - Kategoria: Najlepszy serial komediowy lub musical

#### 2007
- BAFTA
  - Kategoria: Najlepszy występ komediowy (Ricky Gervais)
- Emmy
  - Kategoria: Najlepszy aktor w serialu komediowym (Ricky Gervais)

### Nominacje

#### 2008
- Złoty Glob
  - Kategoria: Najlepszy aktor w serialu komediowym lub musicalu (Ricky Gervais)
- BAFTA
  - Kategoria: Najlepszy występ komediowy (Stephen Merchant)
- Emmy
  - Kategoria: Najlepsza aktorka drugoplanowa w miniserialu lub filmie telewizyjnym (Ashley Jensen)

#### 2007
- BAFTA
  - Kategoria: Najlepszy występ komediowy (Stephen Merchant)
- Emmy
  - Kategoria: Najlepszy gościnny występ w serialu komediowym - aktor (Ian McKellen)
  - Kategoria: Najlepszy scenariusz serialu komediowego  (Ricky Gervais, Stephen Merchant – za odcinek „Daniel Radcliffe”)
  - Kategoria: Najlepszy scenariusz serialu komediowego (Ricky Gervais, Stephen Merchant – za odcinek „Orlando Bloom”)

#### 2006
- BAFTA
  - Kategoria: Najlepszy występ komediowy (Ashley Jensen)
- Emmy
  - Kategoria: Najlepszy gościnny występ w serialu komediowym - aktor (Ben Stiller)
  - Kategoria: Najlepszy gościnny występ w serialu komediowym - aktor (Patrick Stewart)
  - Kategoria: Najlepszy gościnny występ w serialu komediowym - aktorka (Kate Winslet)
  - Kategoria: Najlepszy scenariusz serialu komediowego (Ricky Gervais, Stephen Merchant – za odcinek z Kate Winslet)